# Pierre de Brézé
Pierre de Brézé (* um 1410; † 16. Juli 1465 in der Schlacht bei Montlhéry) aus dem Haus Brézé war französischer Ritter und Graf von Maulévrier. Er entstammte einer adligen Familie des Anjou, die Namen seiner Eltern sind jedoch nicht überliefert. Durch seine Ehe mit Jeanne du Bec-Crespin, der Erbtochter von Guillaume IX. (Haus Crespin), wurde er Seigneur de Mauny et Le Bec-Crespin.
Er kämpfte im Hundertjährigen Krieg und wurde 1434 von Karl V. von Maine zum Ritter geschlagen und in den Kronrat aufgenommen. 1437 wurde er Seneschall des Anjou, 1439/40 stand er während des Aufstands der Praguerie an der Seite des Königs, von 1440 bis 1451 amtierte er als Seneschall des Poitou. Allerdings übte er dieses Amt kaum aus, ebenso wenig wie die ihm anvertrauten Ämter eines Kapitäns der Burgen von Nîmes, Poitiers, Niort, Meulan etc. Stattdessen wurde er am Pariser Hof einer des wesentlichen Berater des Königs Karl VII. und einer derjenigen, auf die die Intrigen in der Umgebung des Monarchen zurückzuführen waren. Den Zenit seiner Macht erreichte er 1444–1450, als er unter der Protektion der königlichen Mätresse Agnès Sorel († 1450) der tatsächliche Herr über die französische Regierung war.
Als geschickter Militär nahm er an den Feldzügen in die Normandie 1448–1450 teil, eroberte gemeinsam mit Robert de Floques Pont-de-l‘Arche, später Verneuil, und kommandierte die Kavallerie in der Schlacht von Formigny (15. April 1450). 1449 wurde er Kapitän von Rouen, 1451 Großseneschall der Normandie. Am 28. August 1457 unternahm er einen letztlich wirkungslos bleibenden Angriff auf die südostenglische Hafenstadt Sandwich. Nach dem Tod Karls VII. wurde er 1461 vom neuen König Ludwig XI. wegen seiner Treue zu dessen Vater abgesetzt und eingekerkert. Erst nach der Hochzeit seines Sohnes Jacques de Brézé mit Charlotte, der unehelichen Tochter von Karl mit Agnès Sorel, erhielt er 1462 seine Freiheit zurück.
Pierre de Brézé war der letzte Seneschall der Normandie, der das Amt tatsächlich ausübte.